# Primera dominación china de Vietnam
La Primera dominación china de Vietnam se refiere al período de la historia de Vietnam durante el cual el actual norte de Vietnam quedó por primera vez bajo el dominio de la dinastía Han. Se considera el primero de los cuatro periodos de dominación china de Vietnam, los tres primeros casi continuos y denominados Bắc thuộc. ("Dominación del Norte").
En el año 111 a. C., la poderosa dinastía Han china conquistó el reino Nanyue en la Guerra Han-Nanyue, durante su expansión hacia el sur e incorporó lo que hoy es el norte de Vietnam, junto con gran parte de las modernas Guangdong y Guangxi, al imperio Han en expansión. La resistencia vietnamita al dominio Han culminó con la rebelión de las Hermanas Trưng, que expulsaron a los Han en el año 40 d. C. y gobernaron brevemente Vietnam hasta ser derrotadas por el ejército chino Han que regresó en el año 43 d. C..

## Antecedentes

### Identidad Yue anterior a la sinificación
Debido al hecho de que la dinastía Han no guardó registros detallados de las identidades personales y culturales del pueblo Yue, la mayor parte del conocimiento que tenemos es solo en relación con sus funciones políticas y gubernamentales con las que la corte imperial Han entró en contacto por medio del comercio y la colonización. Por esta razón, no tenemos la capacidad de contextualizar las culturas del pueblo Yue fuera de las construcciones políticas y las dinámicas de poder.
En primer lugar, es importante tener en cuenta que aquellos a los que se les denominaba "yue" puede que no reclamaran el significante de identidad para sí mismos, sino que era un término colocado sobre ellos y su cultura por fuerzas externas. En segundo lugar, no existe una sola cultura "yue", ya que el término englobaba a varios grupos diferentes de personas con distintas identidades culturales que se extendían por todo el continente de Asia Oriental y lo que ahora se considera las provincias del sur de China y el norte de Vietnam. A los nativos de los territorios más meridionales se les denominaba los "Cien Yue", lo que hace referencia a las numerosas culturas diferentes incluidas en esta identidad.

### Frontera entre las dinastías Nanyue y Han
Una de las principales razones por las que la cultura Yue se mezcló tanto con la cultura de la dinastía Han fue porque no había fronteras definitivas que declararan dónde terminaba la región más meridional de la dinastía Han y dónde empezaba el territorio del pueblo Yue, el actual norte de Vietnam. Los agricultores de la dinastía Han se vieron obligados a desplazarse cada vez más al sur, hacia lo que se convertiría en Vietnam, porque el clima y el terreno eran más propicios para sus cultivos. A medida que cruzaban la frontera aparentemente imaginaria, cada vez más agricultores se familiarizaban con el pueblo yue y sus culturas. Esta frontera indefinida entre China y el actual Vietnam hizo que la cultura de la dinastía Han y la del pueblo Yue se cruzaran e influyeran mutuamente. Esto acabaría siendo un factor que contribuyó a que los imperialistas Han viajaran hacia el sur para conquistar al pueblo Yue y hacerse con sus tierras.

### Influencia cultural en la cultura Yue
China intentó apoderarse formalmente del norte de Vietnam durante la dinastía Qin con poco éxito en la una campaña de siete años desde el 221 a. C. hasta el 214 a. C. En ese momento, la dinastía Qin estaba luchando contra la guerra civil, las inundaciones y las sequías y no podía conquistar adecuadamente otras regiones. Zhao Tuo, un general de la dinastía Qin, aprovechó la decadencia de los Qin y el desmoronamiento de la estructura política de la región del Sur para crear su propio reino, Nanyue. Nanyue tenía su centro en Panyu (la actual Guangzhou) y se extendía desde el actual Vietnam hasta la actual Hunan. A pesar de proceder del norte, Zhao Tuo se asimiló a la cultura yue y creó una nueva identidad como rey de Nanyue. Zhao Tuo se identificó como yue, se casó con una mujer yue, incorporó a los lugareños a su ejército e incluso luchó contra las invasiones de los han más adelante para proteger su reino. Fue capaz de alejarse con éxito de su pasado y hacerse un nombre en la historia de Vietnam. Los historiadores de Vietnam no lo ven como un conquistador extranjero, sino como el defensor de Vietnam contra los chinos Han.
Incluso con el compromiso de Zhao Tuo de asimilar, las influencias chinas siguieron introduciéndose en el pueblo Yue. Llevó consigo la cultura materialista Han a Nanyue, lo que dio lugar a una fusión de estilos artísticos Han y Yue en la música, la artesanía y los motivos. Los artefactos descubiertos en el Reino Nanyue muestran la mezcla cultural entre las dos culturas, especialmente en la tumba de Zhao Mo, que mostraba la grandeza de los Han. Además de Zhao Tuo, la corte Han y otros chinos que emigraron al sur también influyeron en la cultura Yue.  A pesar de ser autónomo de la dinastía Han, las influencias chinas seguían siendo importantes en Nanyue. El reino era un vasallaje de los Han, y a menudo tenía que hacer tributos que daban lugar a constantes interacciones. Además, las élites del reino Nanyue eran una mezcla de gente del norte que se trasladó al sur y la antigua élite Yue, lo que supuso una mezcla de culturas. Las élites durante esta época se convirtieron en culturalmente duales y más tarde aprovecharían sus habilidades durante la conquista Han como enlace entre los chinos Yue y Han.

## Historia

### Conquista de Nanyue por los Han
En el año 196 a. C., el Emperador Gaozu envió a Lu Jia en misión diplomática a Nanyue para reconocer oficialmente a Zhao Tuo. Sin embargo, las relaciones entre Han y Nanyue eran a veces tensas. Zhao Tuo estaba resentido por la prohibición de la Emperatriz Lü Zhi de exportar artículos de metal y ganado femenino a Nanyue. En el año 183 a. C., se autoproclamó «Emperador Marcial del Sur de Yue» (南越武帝), lo que implicaba una percepción de estatus en igualdad de condiciones con el emperador Han. Dos años después, Nanyue atacó el Reino de Changsha, un reino constitutivo del imperio Han. En el año 180 a. C., Lu Jia dirigió una misión diplomática a Nanyue que logró convencer a Zhao Tuo de que renunciara a su título de emperador y rindiera homenaje a Han como vasallo nominal.

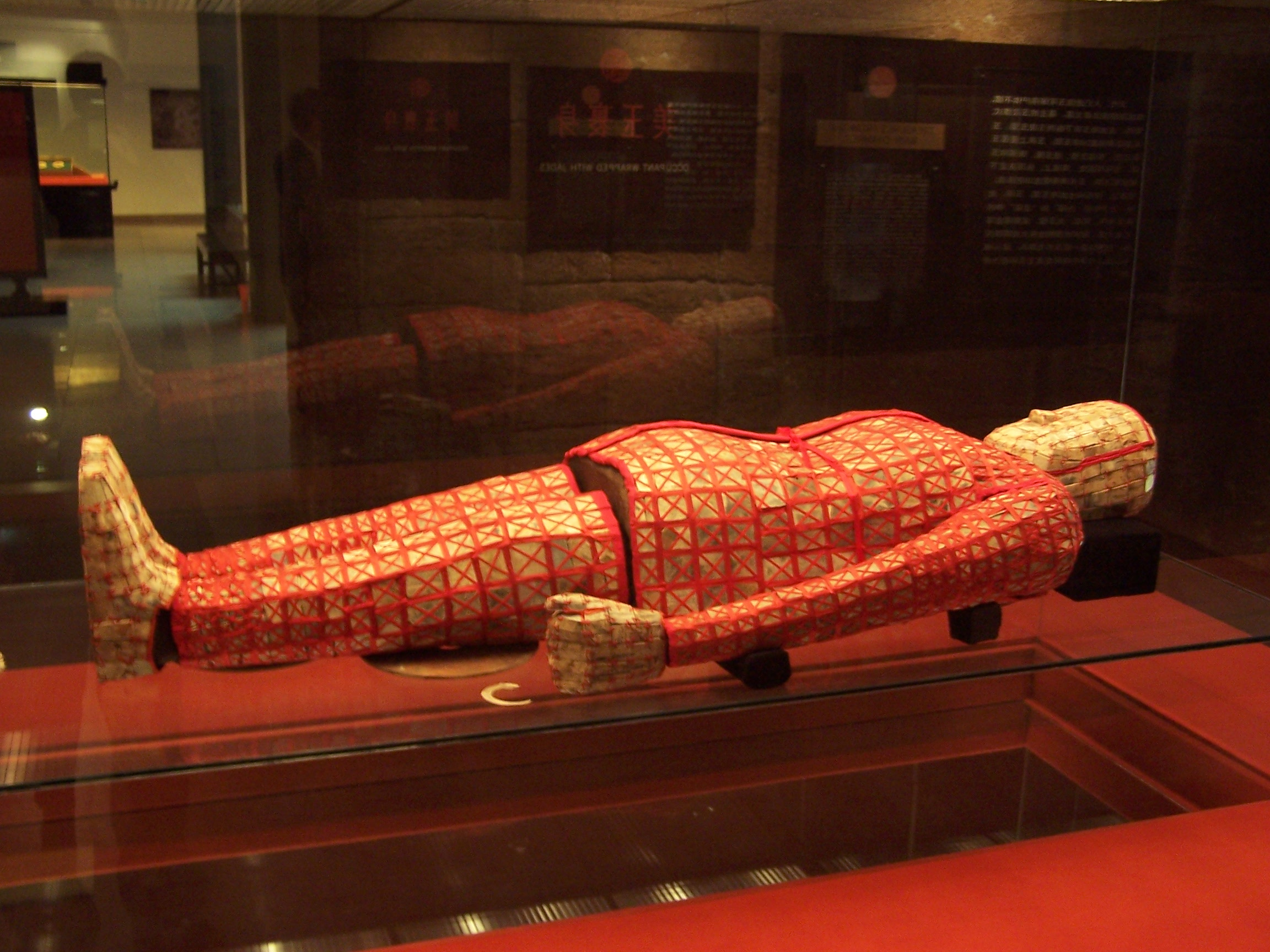
Traje funerario de jade del rey Zhao Mo

En el año 135 a. C., el rey Zhao Mo de Nanyue pidió ayuda a la corte Han contra las fuerzas atacantes de Minyue. La corte Han respondió rápidamente y esto hizo que Zhao Mo aceptara enviar a su hijo, el príncipe Zhao Yingqi, a servir en el palacio de Chang'an. En la corte de Nanyue, en el año 113 a. C., la reina viuda de Nanyue sugirió incorporar a Nanyue como un reino bajo la soberanía del imperio Han, integrando así formalmente el reino en los mismos términos que los demás reinos del imperio Han. Ella misma era china y estaba casada con Zhao Yingqi. Sin embargo, muchos ministros Nanyue se opusieron a esta sugerencia. Lü Jia fue el principal funcionario de Nanyue que se opuso a la idea y lideró la oposición contra la reina viuda. En el año 112 a. C., la oposición tomó represalias violentas y ejecutó a la reina viuda, una provocación que condujo a la movilización de una gran fuerza naval Han en Nanyue.
Las fuerzas Han estaban compuestas por seis ejércitos, que viajaban por mar, directamente hacia el sur, o desde Sichuan a lo largo del río Xi. En el año 111 a. C., los generales Lu Bode y Yang Pu avanzaron hacia Panyu, actualmente Guangzhou. Esto dio lugar a la rendición de Nanyue al imperio Han a finales de ese año.

### Sinicización
Durante los siguientes cientos de años de dominio chino, la sinicización de la recién conquistada Nanyue se produjo por una combinación de poder militar imperial Han, asentamientos regulares y una afluencia de refugiados chinos Han, oficiales y guarniciones, comerciantes, eruditos, burócratas, fugitivos y prisioneros de guerra. Al mismo tiempo, los funcionarios chinos estaban interesados en explotar los recursos naturales y el potencial comercial de la región. Además, los funcionarios chinos Han se apoderaron de las tierras fértiles conquistadas a los nobles vietnamitas para los nuevos inmigrantes chinos Han. El dominio y la administración del gobierno Han aportaron nuevas influencias a los vietnamitas autóctonos y el gobierno de Vietnam como provincia china funcionó como un puesto fronterizo del Imperio Han. La dinastía Han estaba desesperada por extender su control sobre el fértil Delta del Río Rojo, en parte porque el terreno geográfico servía como un conveniente punto de abastecimiento y puesto comercial para los barcos Han que participaban en el creciente comercio marítimo con varios reinos del sur y sureste de Asia, además de establecerlo como un prominente puesto comercial con la India y el Imperio Romano. La dinastía Han dependía en gran medida del comercio con los Nanyue, que producían artículos únicos como: quemadores de incienso de bronce y cerámica, marfil y cuernos de rinoceronte. La dinastía Han se aprovechó de los bienes del pueblo Yue y los utilizó en su red de comercio marítimo que se extendía desde Lingnan a través de Yunnan hasta Birmania e India.
Durante el primer siglo de dominio chino, Vietnam fue gobernado de forma indirecta y sin cambios inmediatos en las políticas indígenas. En un principio, los indígenas laquistas fueron gobernados a nivel local, pero los funcionarios locales vietnamitas fueron sustituidos por funcionarios chinos han recién establecidos. Los burócratas imperiales de la dinastía Han generalmente seguían una política de relaciones pacíficas con la población indígena, centrando sus funciones administrativas en las sedes de las prefecturas y las guarniciones, y manteniendo rutas fluviales seguras para el comercio. Sin embargo, en el siglo I d. C. la dinastía Han intensificó sus esfuerzos para asimilar sus nuevos territorios aumentando los impuestos e instituyendo reformas matrimoniales y de herencia de tierras con el fin de convertir a Vietnam en una sociedad patriarcal más susceptible a la autoridad política.

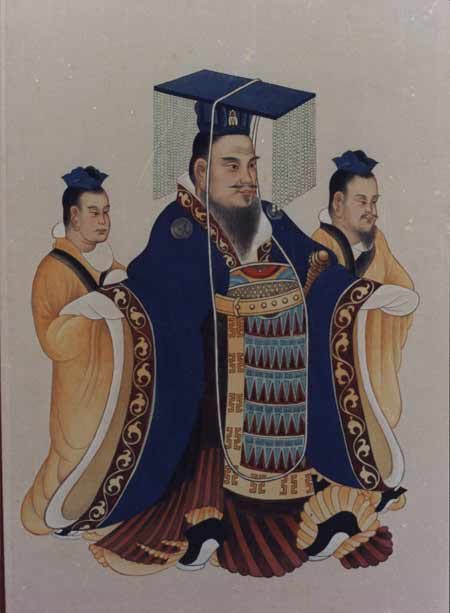
En el año 111 a.C., el emperador Han Wudi conquistó con éxito Nanyue y la anexionó al imperio Han.

El jefe nativo Luo pagaba fuertes tributos e impuestos imperiales a los mandarines Han para mantener la administración local y el ejército. Los chinos intentaron enérgicamente asimilar a los vietnamitas, ya sea mediante la sinificación forzada o mediante la dominación política china bruta. La dinastía Han trató de asimilar a los vietnamitas, ya que los chinos querían mantener un imperio unificado y cohesionado a través de una "misión civilizadora", ya que los chinos consideraban a los vietnamitas como bárbaros incultos y atrasados, mientras que los chinos consideraban a su "Imperio Celestial" como el centro supremo del universo. Bajo el dominio chino, los funcionarios de la dinastía Han impusieron la cultura china, incluyendo el taoísmo y el confucianismo, su sistema de examen imperial y la burocracia mandarina. Sin embargo, la implantación de un sistema administrativo extranjero y la sinicización no fueron fáciles, ya que los frecuentes levantamientos y rebeliones eran indicativos de la resistencia vietnamita a estos cambios.
Algunos vietnamitas acogieron con satisfacción la oportunidad de asimilarse, ya que consideraban que la cultura china era más civilizada, avanzada y superior. Aunque los vietnamitas incorporaron elementos avanzados y técnicos que consideraban beneficiosos para ellos mismos, la falta de voluntad general de ser dominados por extraños, el deseo de mantener la autonomía política y el impulso para recuperar la independencia vietnamita significaron la resistencia y la hostilidad vietnamitas a la agresión, la dominación política y el imperialismo chinos sobre la sociedad vietnamita. Los burócratas chinos Han trataron de imponer la alta cultura china a los vietnamitas autóctonos, incluyendo las técnicas burocráticas legalistas y la ética confuciana, la educación, el arte, la literatura y la lengua. Los vietnamitas conquistados y subyugados tuvieron que adoptar el sistema de escritura chino, el confucianismo y la veneración al emperador chino en detrimento de su lengua hablada, su cultura, su etnia y su identidad nacional.

### Levantamiento de Yue
En marzo del año 40 d. C., las hermanas Trưng, Trưng Trắc (徵側; Zheng Ce) y Trưng Nhị (徵貳; Zheng Er), lideraron al pueblo Lac Viet para levantarse en la rebelión de las hermanas Trưng contra los Han en Jiaozhi.{sfn|Yu|1986|p=454} Comenzó en el Delta del Río Rojo, pero pronto se extendió a otras tribus Yue a lo largo de la costa hacia el norte y el sur. El levantamiento obtuvo el apoyo de unas sesenta y cinco ciudades y asentamientos. Trung Trac fue proclamada reina. Aunque obtuvo el control del campo, no pudo capturar las ciudades fortificadas.
Una campaña militar dirigida por el general Han Ma Yuan entre el 42 y el 43 d. C. condujo a la reconquista de la región por parte de los Han, lo que llevó a la captura y decapitación de las hermanas Trưng y al inicio de la «Segunda dominación china de Vietnam».

## Administración
En el año 111 a. C., la dinastía Han derrotó a los sucesores de Zhao Tuo y anexionó Nanyue y la antigua Âu Lạc al imperio Han. Tras la anexión, el nombre de Jiaozhi (Giao Chỉ), dividiendo el antiguo reino en nueve Comandancias  con las tres últimas comúnmente utilizadas en los libros de historia vietnamita moderna:
1. Nanhai (南海;  vietnamita: Nam Hai; situado en Lingnan , moderno centro de Guangdong )
2. Hepu (合浦; vietnamita: Pho, situada en Lingnan, moderna costa sur de Guangxi)
3. Cangwu (蒼梧; vietnamita: Cangwu; situado en Lingnan, moderno oriental Guangxi)
4. Yulin (郁林/鬱林;vietnamita: Uat Lam, situado en Lingnan, moderno Guangxi)
5. Zhuya (珠崖; vietnamita: Châu Nhai, y se encuentra en Hainan)
6. Dan'er (儋耳; vietnamita: Dam Nhi; ubicado en Hainan),
7. Jiaozhi (交趾; vietnamita: Giao Chỉ; ubicado en el norte de Vietnam y parte del sur de Guangxi)
8. Jiuzhen (九真; vietnamita: Cuu Chan; ubicado en el centro de Vietnam)
9. Rinan (日南; vietnamita: Nhật Nam, y se encuentra en el centro de Vietnam)

Los nueve distritos fueron administrados desde Long Biên, cerca de la moderna Hanói; cada uno de ellos gobernado por un mandarín chino, mientras que el antiguo sistema de gobernantes de rango inferior de Lac Hau, Lac Tuong se mantuvo sin cambios.

### Población
Los censos de población en el año 2 d. C. en el actual norte de Vietnam son los siguientes.
| Comandancia | Hogares | Población |
| ----------- | ------- | --------- |
| Jiaozhi     | 92,440  | 746,237   |
| Jiuzhen     | 35,743  | 166,013   |
| Rinan       | 15,460  | 69,485    |
| Total       | 143,643 | 981,755   |